# Władysław Guzek
Władysław Guzek (ur. 28 stycznia 1913 w Udorzu, zm. 26 kwietnia 1992 w Opolu) – polski stolarz, poseł na Sejm PRL V kadencji.

## Życiorys
Uzyskał wykształcenie podstawowe, z zawodu stolarz. Pracował na stanowisku rzemieślnika-brygadzisty w Zakładach Naprawczych Taboru Kolejowego w Opolu. W 1969 uzyskał mandat posła na Sejm PRL V kadencji z ramienia Polskiej Zjednoczonej Partii Robotniczej w okręgu Opole. Zasiadał w Komisji Komunikacji i Łączności.
Pochowany na cmentarzu komunalnym w opolskiej Półwsi.